# Skibergsteigen

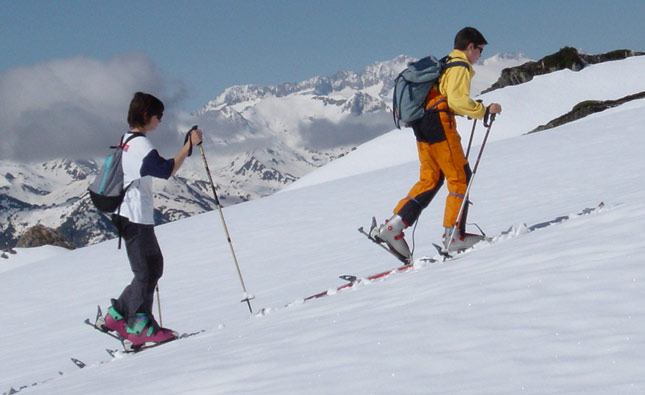
Aufsteigen mit Tourenski. Man erkennt die vom Ski abgehobene Ferse, was das Gehen erst ermöglicht und eine spezielle Tourenbindung erfordert. Vor dem Abfahren wird der Fersenteil der Bindung arretiert, so dass sich die Skier wie normale Alpin-Ski verhalten.

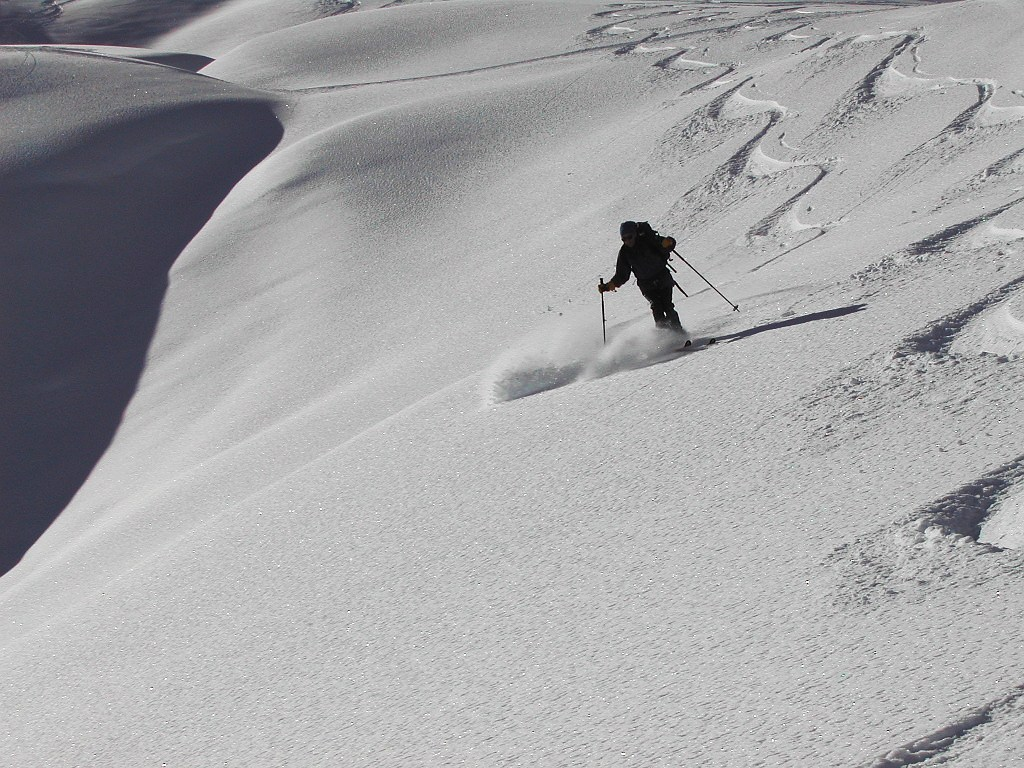
Abfahrt im Pulverschnee, mit für das hier gezeigte Kurzschwingen bzw. Wedeln typischen wellenförmigen Spuren

Unter Skibergsteigen oder Skitourengehen, teilweise auch kurz Skimo (aus dem Englischen abgewandelt von Skimountaineering) versteht man das Besteigen von Bergen und Almen auf Skiern und Snowboards und die anschließende Talfahrt abseits präparierter Skipisten.
Die ersten Skitouren fanden Ende des 19. Jahrhunderts statt. Damals gab es noch keine Skilifte.

## Geschichte

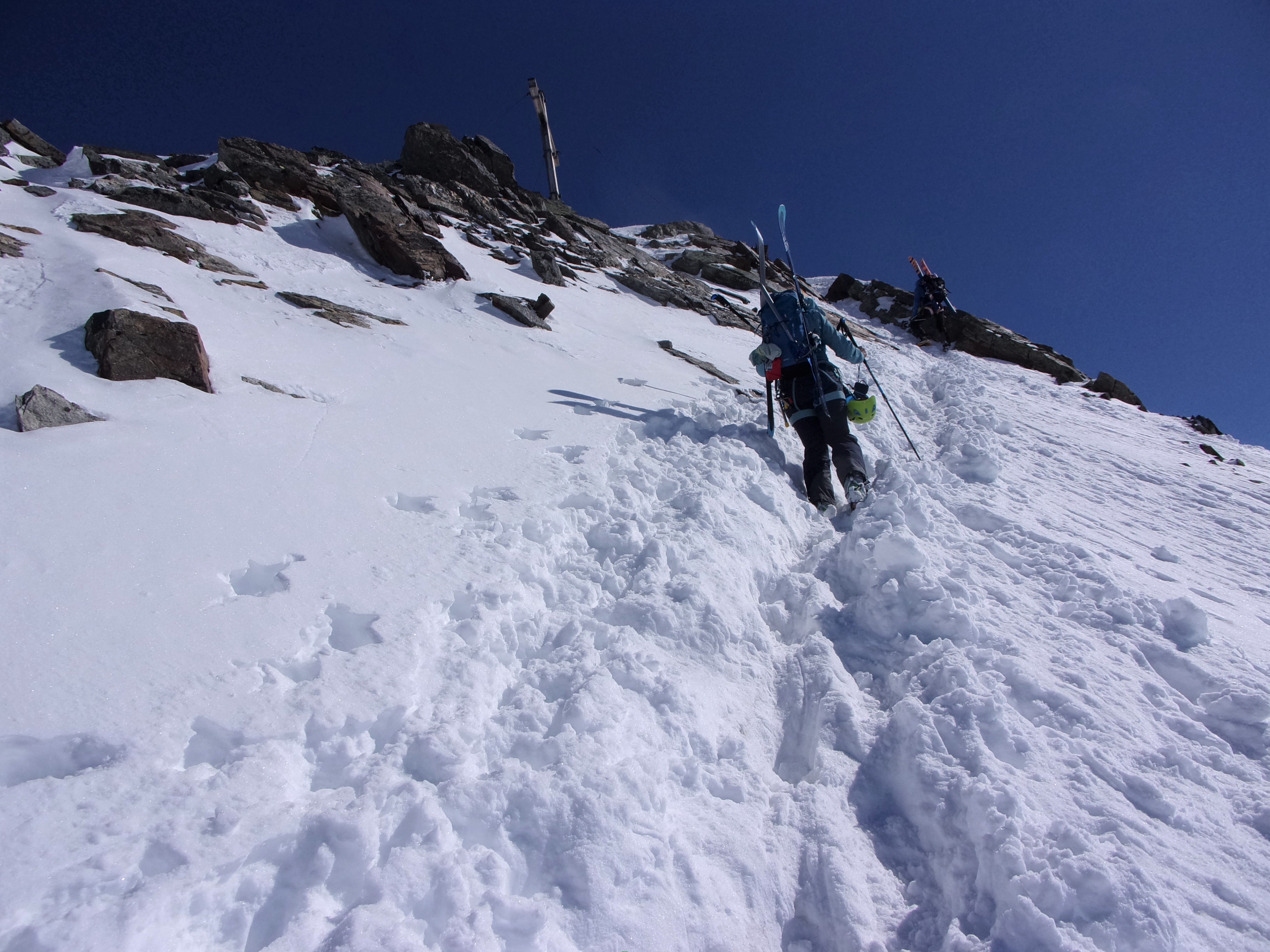
Ski-Tragepassage am Silvrettahorn

Im Jahr 1890 gelang Karl Otto mit Skiern die Wintererstbesteigung des 1790 m hohen Heimgartens in den Bayerischen Voralpen. 1892 wurde in Österreich das 1782 m hohe Stuhleck mit Skiern bestiegen, 1893 die Rax (2007 m) und 1899 der Galzig (2185 m).
Am 23. März 1898 bestieg Oscar Schuster mit Skiern die Dufourspitze (CH, 4634 m); dies gilt als die erste Skitour auf einen Viertausender. Der Schweizer Bergführer Josef Lochmatter reiste um 1900 nach Norwegen, um dort seine Skifahrtechnik zu verbessern.
Um 2000 kamen erste Splitboards auf, die das Skibergsteigen für Snowboardfahrer erleichterten. Zuvor musste das Snowboard auf dem Rucksack transportiert werden  während mit Klappski oder Schneeschuhen an den Füßen aufgestiegen wurde.

## Begriff
In Deutschland wird mit Skibergsteigen eher der Wettkampf assoziiert, im Breitensport wird häufig der Begriff „Skitourengehen“ verwendet.
Im Österreichischen lautet der Begriff Schibergsteigen (Schitourengehen), in der Schweiz ist der Begriff Skialpinismus gebräuchlicher.

## Ausrüstung für Skitouren

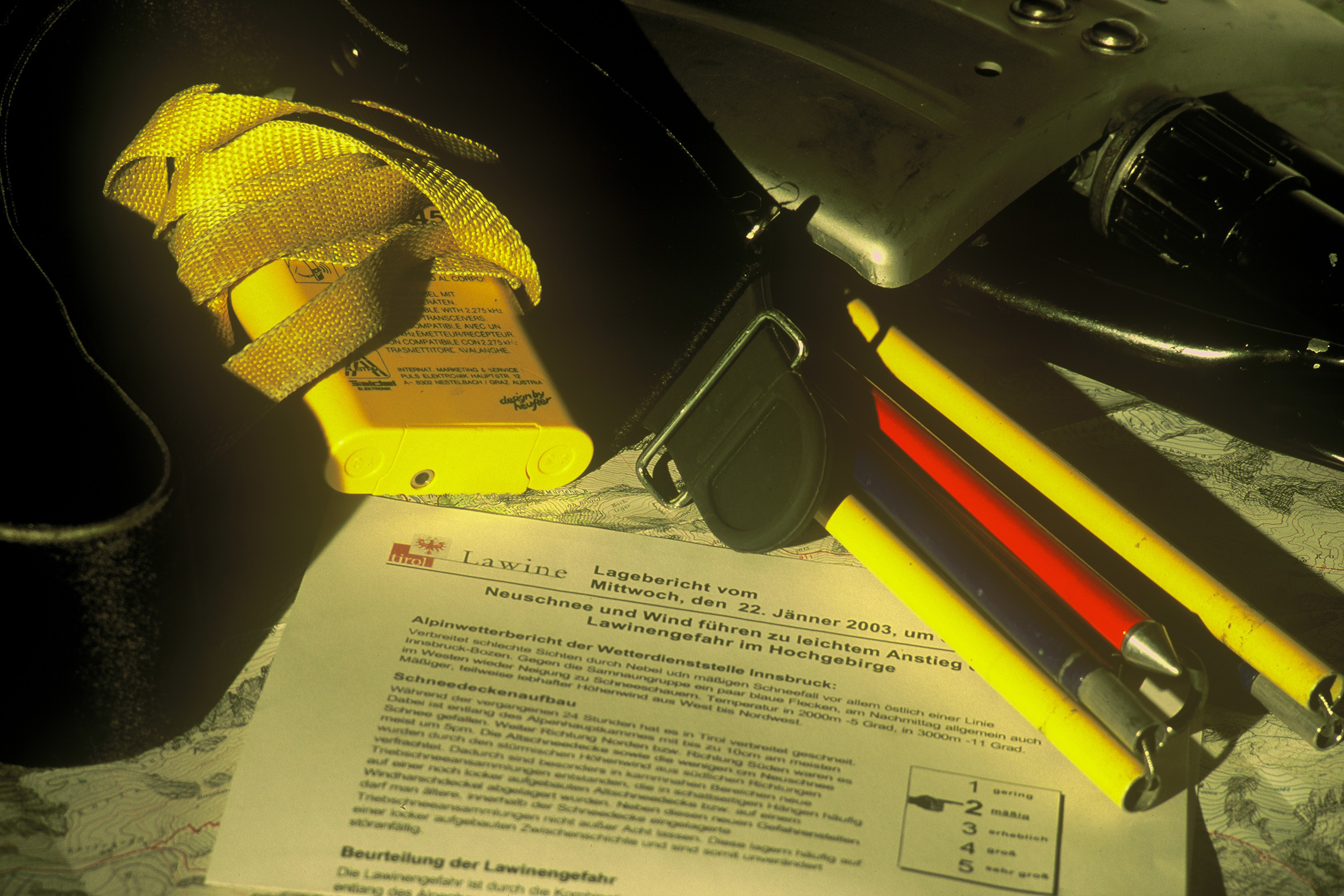
Teil einer Skitourenausrüstung: Schaufel (oben r.), Sonde (unten r.), Karte (ganz r., teilverdeckt), Verschütteten-Suchgerät (oben l., gelb), Steigfelle (oben l., schwarz) – und Lawinenbulletin (vorne) zur Vorbereitung

Zur Ausrüstung von Skitourengehern gehören meistens:
- Tourenski, die – im Vergleich zu Alpinski – leichter gebaut sind, oder Splitboard
- Tourenski-Bindung, mit der der Stiefel beim Aufstieg nur an der Spitze durch ein Gelenk befestigt ist und für die Abfahrt zusätzlich an der Ferse fixiert werden kann
- Skifelle zum Ankleben aus Mohair oder Kunstfaser („Klebefelle“), früher Seehundfelle mit Riemchenbefestigung, ggf. Antistollmittel
- Sicherheitsset für Lawinenabgänge (siehe unten)
- wetterfeste Kleidung (siehe Bergsteigen)
- Topographische Landkarte mit detaillierter Darstellung (Höhenlinien) des Zielgebiets, i. d. R. im Maßstab 1:25.000 oder 1:50.000
- Kompass und Notproviant, ggf. Stirnlampe
- Harscheisen bei Steilgelände mit hartem Schnee, besonders bei Frühjahrstouren
- verstellbare Teleskopstöcke

Tourengeher verwenden auch Ausrüstungsgegenstände des klassischen Bergsteigens (wie z. B. Pickel etc.).
Skischuhe (Skistiefel) in Leichtbauweise mit Gelenk und Profilsohle erleichtern das Gehen auch in steilem oder felsigem Gelände, weil manchmal die Ski getragen werden müssen. Die Bindung muss auf die erhöhte Reibung abgestimmt werden. Solche Schuhe sind nur für Tourenbindungen geeignet. Normale Skibindungen bieten mit diesen Schuhen keine Sicherheit (fehlende kontrollierte Auslösewerte).
Die Ski sollten Skistopper haben. Fangriemen verhindern zwar beim Sturz, dass die Ski im Tiefschnee verschwinden oder den Hang hinuntergleiten, implizieren aber bei schnellen Abfahrten eine Verletzungsgefahr. Im Falle eines Lawinenabgangs können sie ein Lösen der Ski erschweren und so verhindern, dass das Lawinenopfer an der Oberfläche der Schneemassen „schwimmt“.

## Lawinengefahr und Orientierung

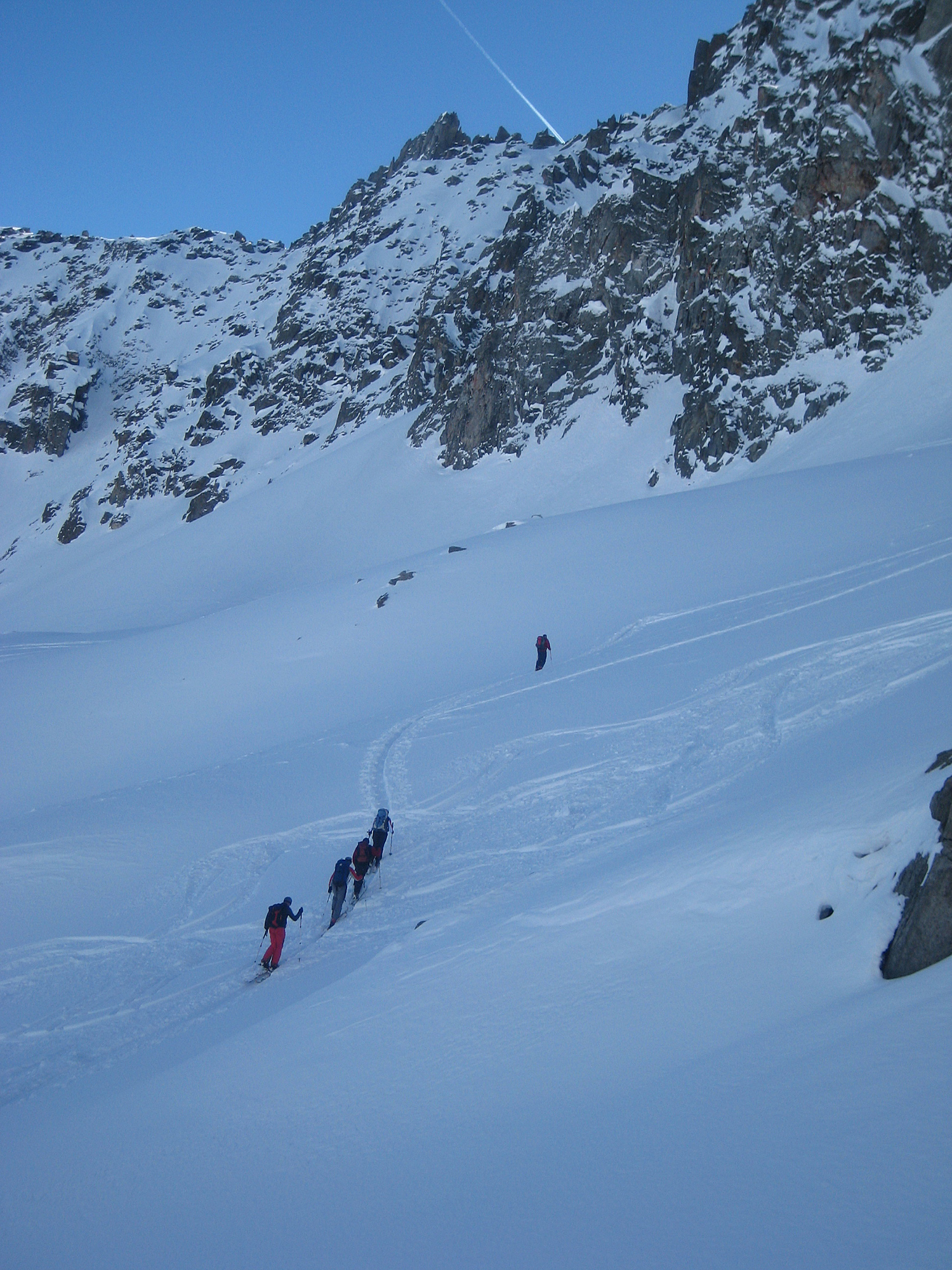
Skitourengeher im Aufstieg

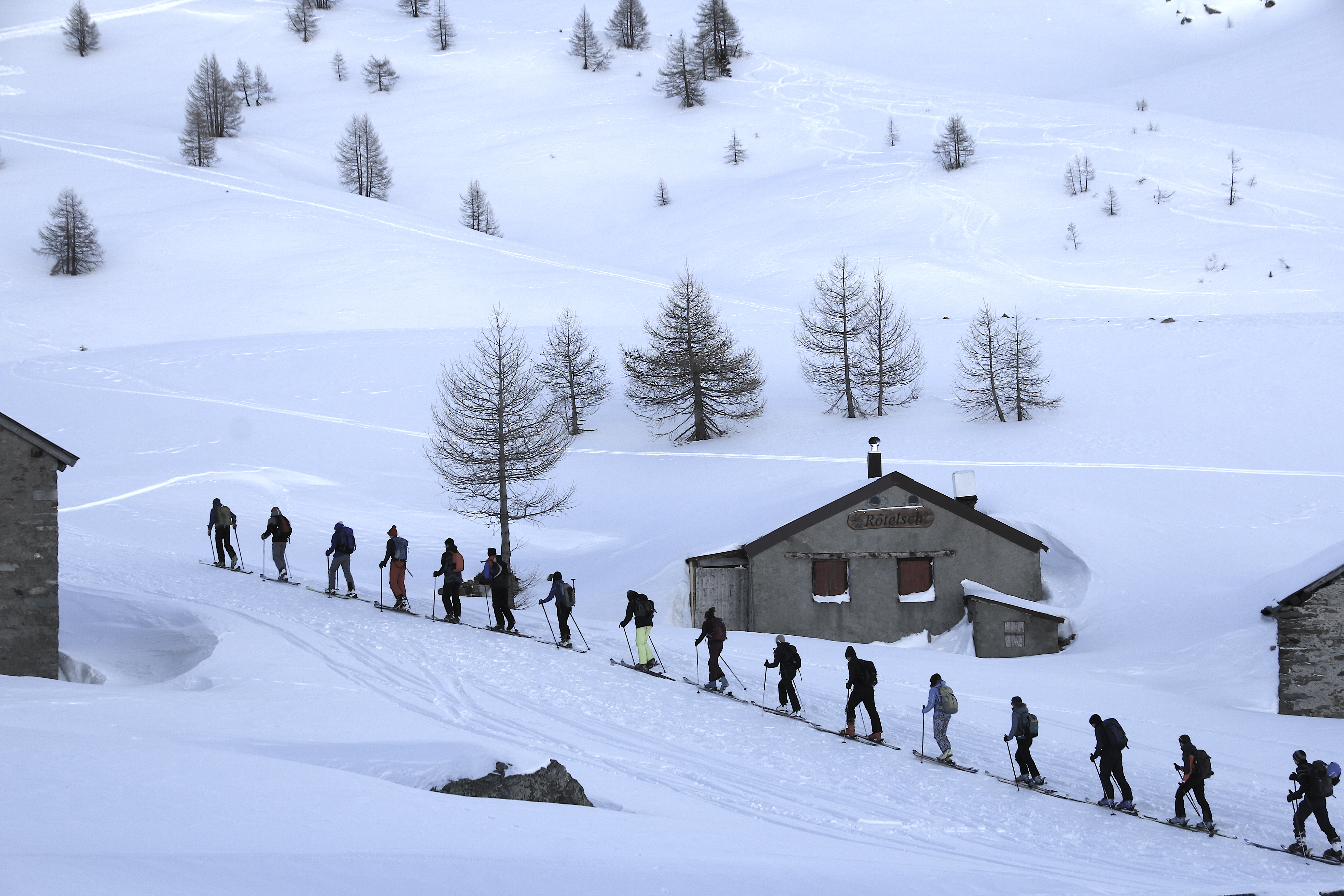
Skitourengruppe in Einerkolonne beim Aufstieg zum Breithorn (2019)

Lawinen sind die größte Gefahr für Skitouristen. Bei erhöhter Lawinengefahr (schon ab Stufe 2 „mäßig“ des offiziellen Lawinenlageberichts der Lawinenwarndienste) sind Vorsichtsmaßnahmen (z. B. Sicherheitsabstände, Selbstbeschränkung auf Routen mit entsprechender Hangrichtung und -neigung etc.) notwendig. Die Mitnahme eines Lawinenverschütteten-Suchgerätes („Lawinenpieps“), einer Lawinenschaufel und einer Lawinensonde (jeweils pro Person) ist bei jeder Skitour Standard. Es gibt weitere Sicherheitsausrüstungen, die das Auffinden der Verschütteten weiter erleichtern (Lawinenball, Lawinenairbag), eine Ganz-Verschüttung vermeiden helfen (Lawinenairbag) oder die Überlebenswahrscheinlichkeit als Verschütteter erhöhen sollen (AvaLung). Gleichwohl ist eine Lawinenverschüttung stets eine tödliche Gefahr; sie durch überlegtes und defensives Verhalten zu vermeiden, gilt als oberstes Gebot.
Ausreichende Kenntnisse in Lawinenkunde, die sachgemäße Anwendung von Entscheidungsstrategien und die regelmäßig geübte Verschüttetensuche sind Voraussetzungen für Touren im ungesicherten alpinen Winterbergsport.
Alpenvereine, Bergschulen und Skiverbände (z. B. Deutscher Skiverband, Österreichischer Skiverband) bieten Kurse an.
Zur Tourenplanung ist eine Landkarte mit topografischer Geländedarstellung (Maßstab 1:25.000 oder kleiner) erforderlich, um Exposition und Steilheit des Geländes und Risiken der geplanten Tour hinreichend abschätzen zu können. Bei schlechter Sicht erleichtern GPS-Satellitenempfänger und ein Höhenmesser die Orientierung im Gelände.

## Besonderheiten
Viele bevorzugen für Skitouren das Frühjahr – zum einen wegen des körnigen Schnees (Firn), zum anderen wegen der meist geringeren Lawinengefahr, die durch die tageszeitliche Erwärmung aber ansteigen kann (siehe Lawinenlagebericht). Insbesondere bei den typischen Frühjahrsverhältnissen mit kalten, klaren Nächten und warmen Tagen und dem vorherrschenden Firn herrschen häufig sichere Verhältnisse – wenn der Harschdeckel (harter Schnee) noch tragfähig ist, man also früh genug unterwegs ist. Bei langen Touren kann das den Aufbruch vor Sonnenaufgang bedeuten.
Nach Ende der Skitourensaison nehmen manche Bergsteiger ihre kurzen Firngleiter („Figl“) oder Mikroski im Rucksack mit, die kurze Abfahrten in den letzten verbliebenen Schneefeldern ermöglichen.

## Wettkämpfe

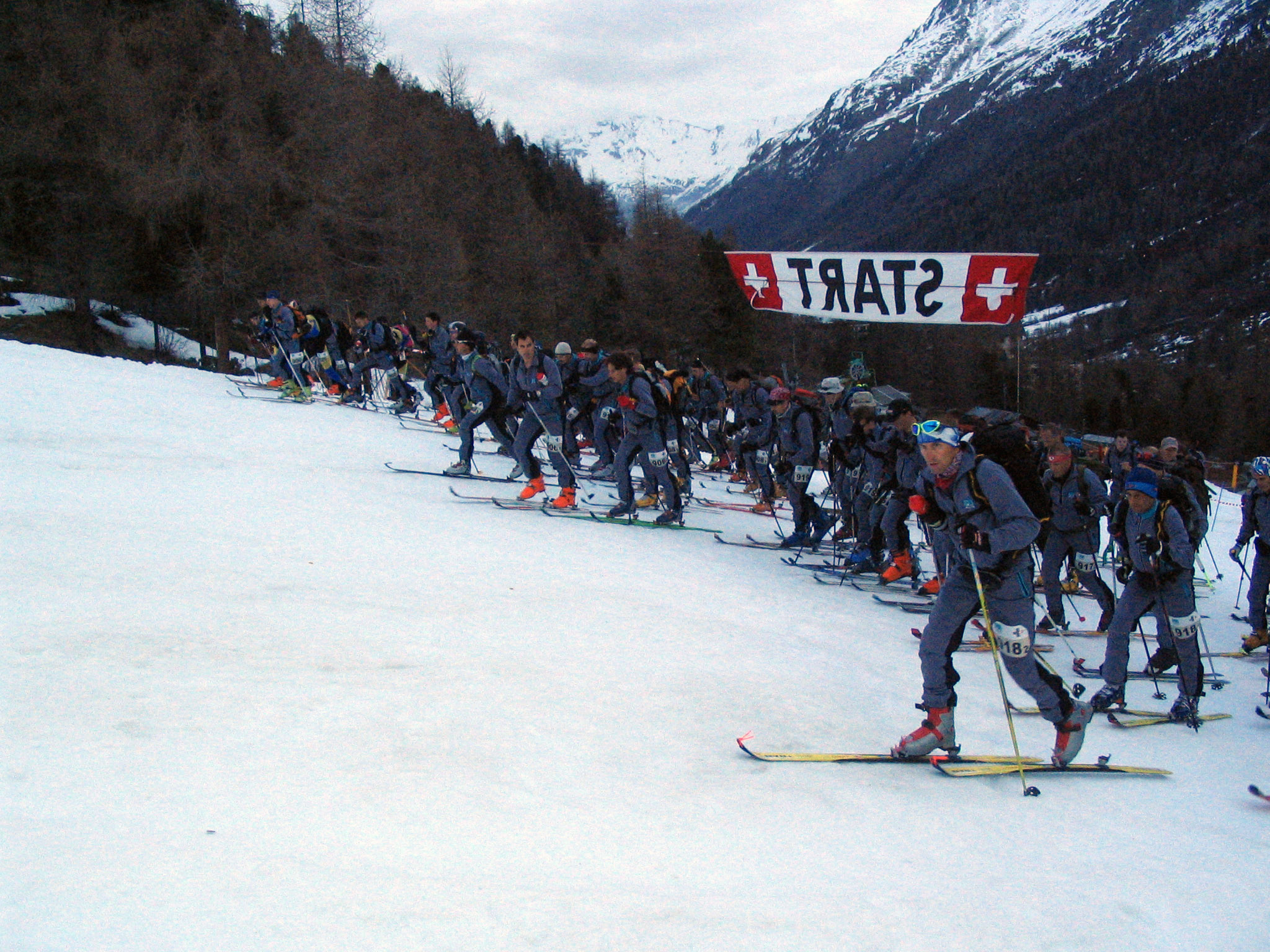
Start zur Patrouille des Glaciers 2006

Wettkampfskibergsteigen, häufig auch Skimo genannt als Abkürzung für „Ski Mountaineering“, dem englischen Begriff für Skibergsteigen, ist die als Wettkampf ausgetragene Form des Skitourengehens. Skimo entwickelte sich aus dem Teamwettbewerb des Schweizer militärischen Skibergsteigerrennens, der Patrouille des Glaciers (PdG).
Skibergsteigen war bereits bei den Olympischen Jugend-Winterspielen 2020 in Lausanne vertreten und wird bei den Olympischen Winterspielen 2026 in Mailand und Cortina d’Ampezzo vertreten sein.
Die fünf klassischen Wettkampfdisziplinen sind Sprint (kurz mit Aufstieg, Abfahrt und Tragepassage), Vertical (langer Aufstieg ohne Tragepassage), Individual (Aufstiege, Abfahrten und Tragepassagen), Relay (Staffelrennen mit Aufstiegen, Abfahrten sowie Trage- und technischen Passagen) und Team (Aufstiege und Abfahrten, die oft in hochalpinem Gelände verlaufen).

## Skitouren auf Pisten
Skitouren werden auch in der Nähe von oder auf Skipisten unternommen (Pistentour). Gelegentlich kollidierten dabei Interessen von Skibergsteigern und von Skigebietsbetreibern. Diese Problematik wurde besonders in schneearmen Wintern (beispielsweise 2011/12, 2013/14 und 2015/16) zur Debatte. Gefährdung besteht sowohl zwischen am Pistenrand aufsteigenden Tourengehern und den Pistenskifahrern wie auch bei Nachttouren nach Betriebsschluss bei der Abfahrt mit den Pisteninstandhaltern, insbesondere bei der Seilpräparierung mit Pistenraupen.
Vom Deutschen Alpenverein wurden 10 Regeln für Skitouren auf Pisten erarbeitet. Weiters wurden für alle bayerischen Skigebiete zwischen dem DAV und den Seilbahnbetreibern eigene Regelungen ausgehandelt. Ähnliche Regelungen existieren auch für Österreich (Empfehlungen des Österreichischen Kuratoriums für Alpine Sicherheit) und die Schweiz.
Als Musterfall bezüglich eines ausdrücklichen Verbots zum Tourengehen auf einer Piste gilt ein Konflikt im Classic-Skigebiet der Zugspitzbahn in Garmisch-Partenkirchen in Bayern. Dort hatten 2011 Tourengeher geklagt. Trotz Kompromissvorschlägen wurde die Sache ausprozessiert. Das Verwaltungsgericht München erklärte das Pistenverbot für unzulässig. Der Bayerische Verwaltungsgerichtshof entschied nach Berufung 2013 analog, weil Betretungsrecht gelte, präparierte Skipisten verlören „trotz der starken Veränderung durch bauliche Maßnahmen, technische Einrichtungen und Sicherungsmaßnahmen nicht ihren Charakter als Teil der freien Natur.“
In Österreich gibt es – unterhalb der Baumgrenze – keine prinzipielle Wegefreiheit; die Grundbesitzer müssen ausdrücklich ihr Einverständnis erklären (Weg im Sinne des § 1319a ABGB). Hier entscheiden sich einzelne Skigebiete jeweils für Verbot, Toleranz oder ausdrückliche Einladung, etwa gegen ein kleines Entgelt für die Pflege einer Aufstiegsspur. Als Modellregion gilt beispielsweise der Großraum Innsbruck. (Tiroler Pistentourenmodell).

## Zahlen und Fakten
In Österreich gibt es ca. 350.000 (Quelle: Österreichische Seilbahnen) bis 650.000 (Quelle: Österreichischer Alpenverein) Skitourengänger. Wettkämpfe werden in 36 registrierten Staaten der Welt abgehalten.